# Epidendrum chanchamayodifforme
Epidendrum chanchamayodifforme är en orkidéart som beskrevs av Eric Hágsater och Luis M. Sánchez. Epidendrum chanchamayodifforme ingår i släktet Epidendrum och familjen orkidéer.
Artens utbredningsområde är Peru. Inga underarter finns listade i Catalogue of Life.